# 三列商鞅介
三列商鞅介（学名：Shungyangella tricostata）为半花介科商鞅介屬下的一个种。